# David Grubbs
David Grubbs, né le 21 septembre 1967, est un guitariste, chanteur et pianiste américain. 

## Biographie
Membre fondateur de Bitch Magnet, Squirrel Bait, Bastro et Gastr del Sol, il collabore avec nombre d'autres formations, notamment Red Krayola et Brise-Glace, et est considéré comme une figure majeure du rock indépendant,,.
Depuis la séparation de Gastr del Sol en 1998, Grubbs réalise de nombreux enregistrements en solo ou en collaboration, essentiellement sur le label Drag City. En 2000, son album The Spectrum Between est nommé « album de l'année » par le London Sunday Times. Il dirige son propre label, Blue Chopsticks, qui a sorti des nouvelles productions ou réédité d'anciens enregistrements de Circle X, Luc Ferrari, Derek Bailey et Noël Akchoté, Workshop, Van Oehlen et Mats Gustafsson, entre autres. Il fait des apparitions sur des enregistrements de Tony Conrad, Matmos, Palace Music, Pauline Oliveros, et de nombreux autres. Il est aussi connu pour ses collaborations avec les écrivains Susan Howe, Rick Moody et Kenneth Goldsmith, ainsi que des artistes visuels comme Anthony McCall, Angela Bulloch, Stephen Prina ou Cosima von Bonin.
Il travaille également avec Matmos pour la bande originale du film Les Invisibles de Thierry Jousse, compose les bandes originales pour l'installation Z Point et Horizontal Technicolour d'Angela Bulloch ; sa musique apparaît également dans deux installations de Doug Aitken. Son installation sonore Between a Raven and a Writing Desk est présentée dans l'exposition Elysian Fields au Centre Pompidou en 1999.
De 1997 à 1999 il est instructeur au département des arts libéraux et sonores de l'Art Institute of Chicago. Il exerce également une activité de critique auprès de divers média.
Il participe en tant que batteur à la performance 77 Boadrum organisée par Boredoms le 7 juillet 2007,.

## Discographie

### Solo
- An Optimist Notes the Dusk CD/LP (Drag City, P-Vine, 2008)
- Two Soundtracks For Angela Bulloch CD (Semishigure 2005)
- Yellow Sky (split avec Åke Hodell, Kning Disk/Håll Tjäften, 2005)
- A Guess at the Riddle CD/LP (Drag City/FatCat/P-Vine 2004)
- Comic Structure (avec David Shrigley, En/Of, 2003)
- Crumbling Land (split 12avec Avey Tare, Fat Cat Records, 2003)
- Rickets & Scurvy LP/CD (Drag City/FatCat/P-Vine, 2002)
- Act Five, Scene One (Blue Chopsticks/P-Vine, 2002)
- Thirty-Minute Raven CD (Rectangle/P-Vine, 2000)
- The Spectrum Between CD/LP (Drag City/P-Vine, 2000)
- “Aux Noctambules” 3” CD (Rectangle, 2000)
- The Coxcomb LP/picture disc  (Rectangle, 1999)
- The Thicket CD/LP (Drag City, 1998)
- Banana Cabbage, Potato Lettuce, Onion Orange CD (Table of the Elements, 1997)

### Collaborations
- Souls of the Labadie Tract avec Susan Howe CD (Blue Chopsticks, 2006)
- The Harmless Dust avec Nikos Veliotis CD (Headz, 2005)
- Thiefth avec Susan Howe CD (Blue Chopsticks, 2005)
- Off-Road avec Mats Gustafsson CD (Blue Chopsticks, 2003)
- Arbovitae avec Loren Connors CD (Hapna, 2003)
- Apertura avec Mats Gustafsson CD (Blue Chopsticks, 1999)